# Liste der Bodendenkmale in Deinstedt
In der Liste der Bodendenkmale in Deinstedt sind die Bodendenkmale der niedersächsischen Gemeinde Deinstedt aufgeführt. Die Quelle ist der Denkmalatlas Niedersachsen. 
Der Stand der Liste ist der 12. Dezember 2024.
Allgemein

Deinstedt im Landkreis Rotenburg (Wümme)

In den Spalten finden sich folgende Informationen des Bodendenkmales:
Lagegeographische Koordinaten
BezeichnungBezeichnung lt. Denkmalatlas
BeschreibungBeschreibung lt. Denkmalatlas
IDObjekt-ID
BildBild, ggf. zusätzlich mit Link zu weiteren Fotos im Medienarchiv Wikimedia Commons.

## Deinstedt
| Lage                       | Bezeichnung            | Beschreibung                                                                                          | ID       | Bild |
| -------------------------- | ---------------------- | --- | -------- | ---- |
| 53° 24′ 2″ N, 9° 14′ 11″ O | Deinstedt 8, Grabhügel | Durchmesser ca. 21 m und Höhe ca. 1 m. Kuppe leicht abgeflacht. Rand abgesetzt; im Westen angepflügt. | 28962753 | BW   |

## Malstedt
| Lage                       | Bezeichnung            | Beschreibung | ID       | Bild |
| -------------------------- | ---------------------- | --- | -------- | ---- |
| 53° 25′ 24″ N, 9° 17′ 1″ O | Malstedt 21, Grabhügel | Durchmesser ca. 11 m und Höhe ca. 0,7 m. Ebenmäßig gewölbt. Rand schwach abgesetzt. In der Nord-Hälfte alte Einsenkung. Einziger erhaltener einer Gruppe von ehemals sieben Grabhügeln.                       | 28966849 | BW   |
| 53° 25′ 3″ N, 9° 15′ 33″ O | Malstedt 50, Grabhügel | Durchmesser ca. 17 m und Höhe ca. 1,2 m. Ebenmäßig gewölbt. Rand abgesetzt; Nord-Rand zum Grasland angeschnitten. In der Mitte alte ovale Eingrabung. Einziger erhaltener einer Gruppe von ehemals 13 Hügeln. | 28969860 | BW   |